# Isadora Duncan
Angela Isadora Duncan (San Francisco, 27 de mayo de 1877 - Niza, 14 de septiembre de 1927), conocida como Isadora Duncan, fue una bailarina y coreógrafa nacida estadounidense, considerada por muchos como la creadora de la danza contemporánea.
Ella explotó la capacidad de las nuevas tecnologías, al bailar en una nube de seda iluminada por los nuevos sistemas eléctricos de la iluminación teatral. Utilizó los ideales del antiguo arte griego para inspirar formas más naturales de danza. Hizo uso del cuerpo humano como un instrumento de expresión emocional. Su vida y su muerte hicieron de ella una figura mítica de la danza. Hija de un matrimonio infeliz, creció al abrigo del cariño y desarrolló una inclinación temprana hacia el baile. En su autobiografía, titulada Mi vida, escribió: «Nací a la orilla del mar. Mi primera idea del movimiento y de la danza me ha venido seguramente del ritmo de las olas...». A los once años abandonó la escuela para dedicarse a su pasión y a los diecisiete se dirigió a Nueva York.

## Infancia y juventud
Isadora Duncan nació en la ciudad californiana de San Francisco, donde habían llegado sus padres como inmigrantes desde Irlanda. Es la menor de los cuatro hijos del matrimonio formado por Joseph y Dora Duncan: Elizabeth (nacida en 1871)  Augustin (1873) y  Raymond (1874). Su padre, Joseph Charles Duncan, era un banquero y empresario minero de Sacramento que abandonó la familia cuando Isadora era aún muy pequeña. El divorcio de los padres creó en el hogar de los Duncan una difícil situación de penuria económica, hecho que influyó al parecer en el alejamiento de la familia de la fe católica que habían profesado (Isadora se declaró varias veces durante su vida como «atea convencida»). Su madre, Dora Duncan, era profesora de piano y daba lecciones para sustentar a la familia. En 1884 la madre funda una escuela de danza en Oakland, donde por aquella época estaba viviendo con sus cuatro hijos. En esta escuela, Elizabeth pronto se convierte en la maestra principal de danza. Más tarde Raymond también colabora dando clases allí.
A la edad de once años, Isadora Duncan abandonó sus estudios en el colegio y se une a su hermana Elizabeth para trabajar ella también en la escuela de danza con los más pequeños. Predominaban en las lecciones musicales Mozart, Schubert y Schumann, que tuvieron una indiscutible influencia en el posterior desarrollo artístico de Isadora.
De acuerdo con sus biógrafos, Isadora era una niña solitaria y retraída que solía jugar en la playa mientras observaba el mar. Su fascinación por el movimiento de las olas sería el germen de su arte en los años posteriores. La niña Isadora imaginaba entonces movimientos de manos y pies que acompañaban a las olas de la bahía de San Francisco, y que serían el origen de su peculiar estilo en la Danza. La influencia del mar y sus juegos infantiles se recogen en su Autobiografía, publicada en 1927. Cuando Isadora llegó a la adolescencia, la familia se mudó a Chicago, donde Duncan estudió danza clásica. La familia perdió todas sus posesiones en un incendio y se trasladó nuevamente, esta vez a Nueva York, donde Duncan ingresó en la compañía de teatro del dramaturgo Augustin Daly. En 1898, el padre murió junto a su tercera mujer, Mary, y su pequeña hija Rosa de solo doce años, en el trágico naufragio del SS Mohegan
En los albores del siglo, Isadora convence a su madre y a su hermana para que la familia emigre a Europa. Las Duncan parten en 1900 y se asientan al principio en Londres y posteriormente en París.

## Expresionismo y danza
Durante su etapa en Londres, Isadora Duncan, siempre inquieta y autodidacta, pasa largas horas en el Museo Británico. Le fascinan las expresiones artísticas de la antigua Grecia, de las que toma formas, que serán luego características de su danza, tales como inclinar la cabeza hacia atrás como las bacantes. En su primer paso por Europa comentó: 

"He llegado a convencerme de que la atmósfera constante de lujo nos lleva a la neurastenia"

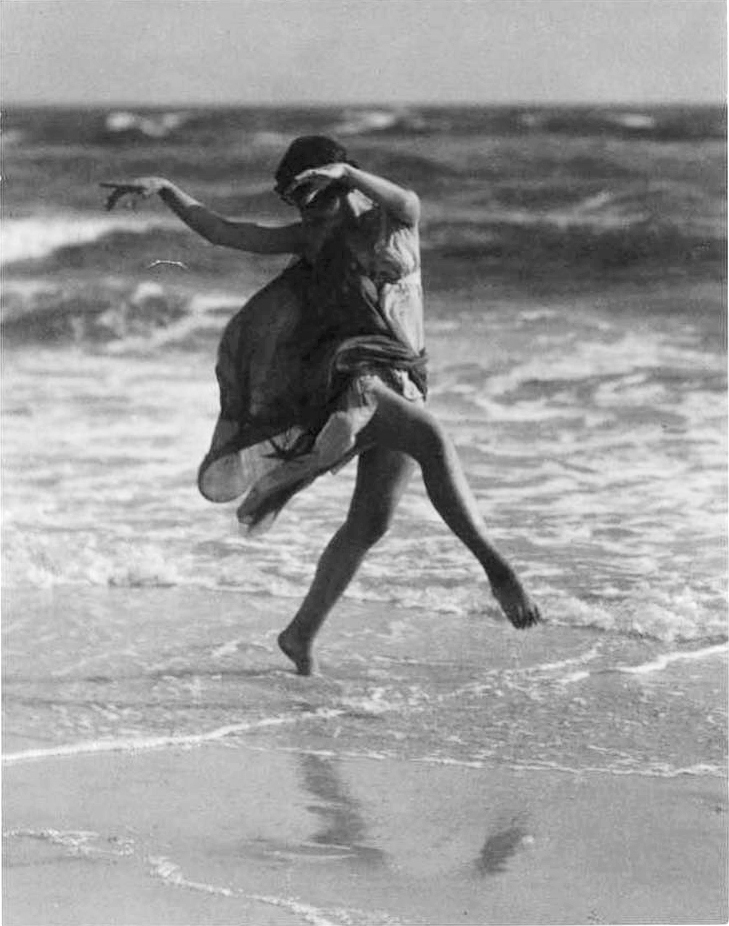
Isadora Duncan en una playa

Es en esta época cuando comienza a consolidarse el estilo único de Isadora. Se trata de una danza muy alejada de los patrones clásicos conocidos hasta entonces, incorporando puestas en escena y movimientos que tenían más que ver con una visión filosófica de la vida ligada quizá al expresionismo (línea de pensamiento artístico incipiente por aquella época), y por tanto a una búsqueda de la esencia del arte que solo puede proceder del interior.
Isadora era plenamente consciente de que su estilo suponía una ruptura radical con la danza clásica, y en este sentido se veía a sí misma como una revolucionaria precursora en un contexto artístico de revisión generalizada de los valores antiguos. Al mismo tiempo que su estilo se iba consolidando, Isadora estudiaba en profundidad la danza y la literatura antiguas a través de los museos, particularmente el Louvre de París, la National Gallery de Londres y el Museo Rodin.
Los temas de las danzas de Isadora eran clásicos, frecuentemente relacionados con la muerte o el dolor, pero en oposición a los asuntos de la danza clásica conocida hasta entonces, que giraban en torno a héroes, duendes y trasgos.
Su puesta en escena era también revolucionaria, y en cierto sentido minimalista: apenas algunos tejidos de color azul celeste en lugar de los aparatosos decorados de los montajes conocidos hasta entonces y una túnica vaporosa que dejaba adivinar el cuerpo y entrever las piernas desnudas y los pies descalzos, frente a los vestidos de tutú, zapatillas de punta y medias rosadas de rigor en el ballet clásico. Isadora bailaba sin maquillaje y con el cabello suelto, mientras que lo habitual en aquella época era maquillarse a conciencia y recogerse el pelo en un moño o rodete.
Es comprensible que el estilo de Isadora chocase en un principio al público del momento, acostumbrado al lenguaje de la danza clásica. Isadora hubo de aguantar abucheos e interrupciones de diversa índole en sus sesiones de danza durante algún tiempo, siendo notable en este sentido la polémica que se desató durante una gira por América del Sur en 1916.

## En Argentina
Llegó a Buenos Aires por primera vez en 1916. Formó la revolución, la bailarina californiana tenía en ese momento 38 años y su fama y su éxito habían alcanzado, particularmente en Europa, alturas extraordinarias. Pero el golpe atroz que había representado para ella era la muerte en 1913 de sus hijos, uno de siete y otro de tres años, en un accidente de auto cerca de París, alteró su vida de una manera definitiva. Las extravagancias de Isadora —que incluían una despreocupación completa por el dinero, lo tuviera o no— se volvieron más acusadas y lo mismo ocurrió con su desinterés por las convenciones sociales.
El barco que la traía desde Río de Janeiro atracó en Buenos Aires a principios de julio e Isadora se encontró con una primera dificultad: las cortinas y alfombras que acompañaban sus recitales no habían llegado y tuvo que encargar otras nuevas porque la primera presentación estaba programada para pocos días más tarde. El costo era aproximadamente de 4000 dólares y como no tenía efectivo para afrontar este gasto inesperado, arregló pagar a crédito. Las partituras orquestales de sus programas también estaban en viaje desde Francia, pero fue fácil reemplazarlas gracias a la ayuda del director del Conservatorio de Buenos Aires, que prestó las partituras de la biblioteca de la institución.
A pesar de que disponía de poco dinero Isadora se alojó en el Plaza Hotel y mientras se preparaba para sus conciertos comenzó a recorrer la ciudad. Su biógrafa, la estadounidense Frederika Blair, cuenta que visitó no sólo los barrios elegantes, «sino también La Boca, centro de la rutilante vida nocturna de la ciudad (sic)».
Los espectadores de su primer concierto, el 12 de julio, recibieron las danzas de Isadora un tanto fríamente. El público porteño estaba acostumbrado al lenguaje del ballet, aun en sus formas renovadoras —Vaslav Nijinsky con los Ballets Rusos se habían presentado en el Teatro Colón tres años antes con un éxito colosal— y encontró pobre y limitada la técnica de Isadora. La víspera del segundo concierto fue con un grupo de amigos a un club nocturno y allí, impulsada por la excitación del momento, se lanzó a bailar el himno nacional. Al día siguiente el gerente del Coliseo adujo que ella había faltado al contrato con él al ofrecer esa actuación imprevista y amenazó con anular el próximo concierto. Fue necesario todo el tacto de Dumesnil, director musical de la gira, para que el gerente volviera atrás en su decisión.
Sin embargo, otras dificultades se avecinaban. Isadora quería dedicar a Wagner su tercer programa y su director musical, que era francés, se negó a cooperar. Dumesnil tenía una licencia del ejército de su país y consideró que provocaría censuras si en tiempo de guerra participaba en un programa con obras de un compositor alemán. Pero, aunque consiguieron otro director, el programa wagneriano alejó a muchos de los admiradores de Isadora, del mismo modo que los pro alemanes se habían visto afectados por su interpretación de La Marsellesa.
Durante el concierto, algunos de los espectadores comenzaron a hablar en voz alta. Isadora dejó entonces de bailar y se dirigió a ellos de una manera airada, diciendo que ya le habían advertido que los sudamericanos no entendían nada de arte: «Vous n'êtes que de Négres" («No son más que negros»), los increpó, usando una forma —négres— muy despectiva. Este acontecimiento determinó que el administrador cancelara las funciones restantes. Antes de partir para Montevideo, Isadora tuvo que dejar su abrigo de armiño y sus pendientes de esmeraldas como garantía del pago del hotel, pago que no podía efectuar. La piel y las joyas habían sido regalos de su examante Paris Singer, un hombre extraordinariamente rico, heredero del imperio Singer de las máquinas de coser, y que había financiado muchas de las aventuras artísticas de Isadora.

## En Rusia
Simpatizó con la revolución social y política en la nueva Unión Soviética por lo que en 1922 se trasladó a Moscú. Su fama internacional llamó la atención y dio la bienvenida a la efervescencia artística y cultural del nuevo régimen. El fracaso del gobierno ruso para que cumpliera las promesas extravagantes de apoyo para el trabajo de Duncan, junto con las condiciones espartanas de vida del país la enviaron de vuelta a Occidente en 1924.

## Vida privada

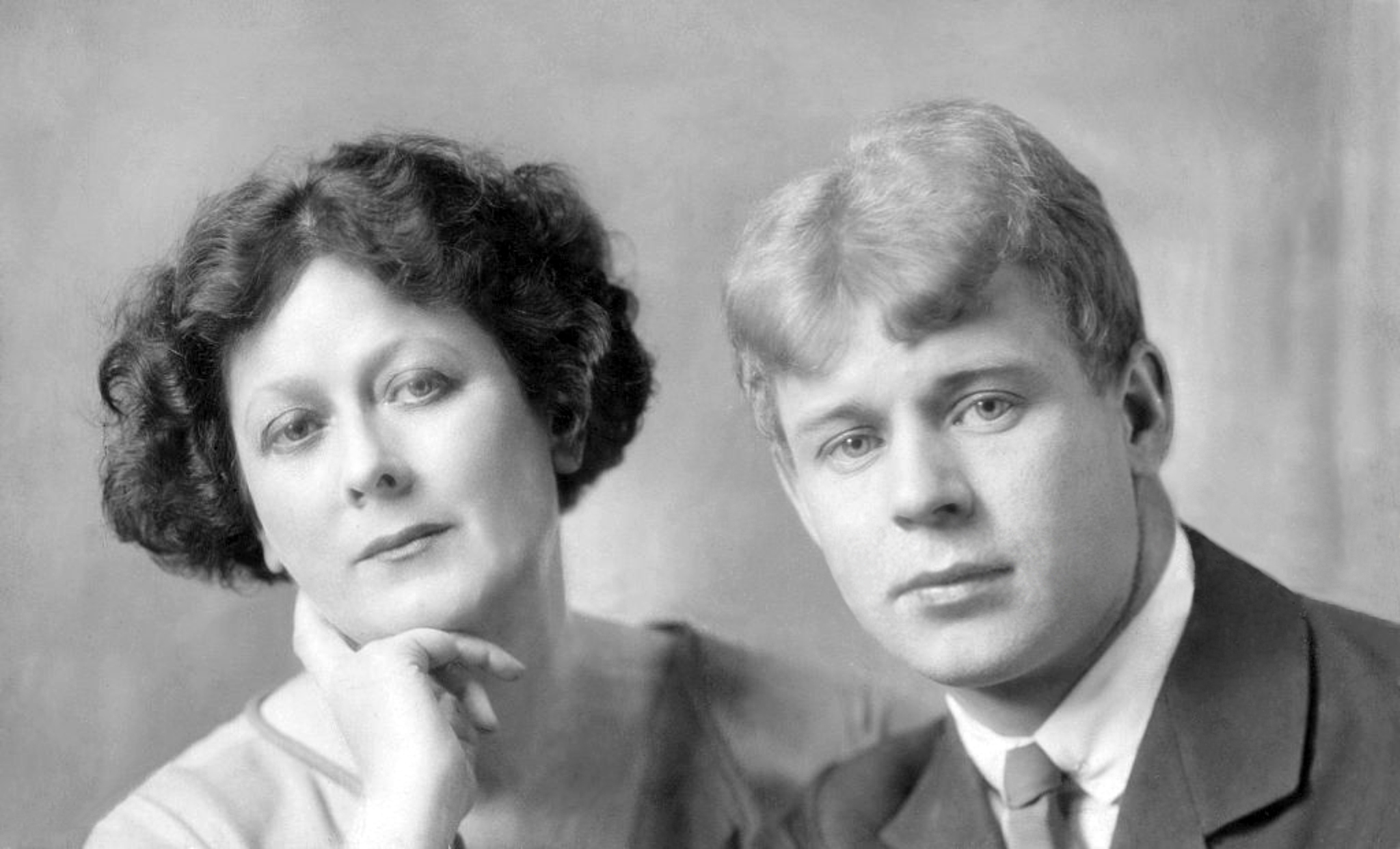
Isadora Duncan con Serguéi Esenin, en 1923.

Isadora Duncan tuvo una vida íntima tan poco convencional como la expresión de su arte, y vivió siempre al margen de la moral y las costumbres tradicionales. Se casó ya en la madurez con el poeta ruso Serguéi Esenin, diecisiete años más joven que ella. Esenin la acompañó en un viaje por Europa, pero el carácter violento de este y su adicción al alcohol dieron al traste con el matrimonio. Al año siguiente Esenin regresó a Moscú, donde sufrió una profunda crisis a raíz de la cual fue ingresado en una institución mental. Se suicidó poco tiempo después (28 de diciembre de 1925), aunque se ha especulado con la posibilidad de que fuese asesinado. Isadora eligió ser madre soltera, y tuvo dos hijos. Aunque no quiso revelar el nombre de los padres se sabe que fueron del diseñador teatral Gordon Craig y de Paris Singer, hijo del magnate de las máquinas de coser Isaac Merritt Singer. La vida privada de Isadora no estuvo nunca exenta de escándalos, ni tampoco de tragedias. La más espantosa fue ciertamente la muerte de sus dos hijos Deirdre y Patrick, que se ahogaron en un accidente en el río Sena en París, en 1913, al caer al agua el automóvil en el que viajaban junto a su niñera.
Se rumorea que Isadora Duncan era bisexual, y mantuvo relaciones con algunas mujeres conocidas de su época, tales como la poetisa Mercedes de Acosta o la escritora Natalie Barney. Esta tenía una casa para sus fiestas de disfraces por donde pasaron muchos personajes relevantes de la época como T. S. Eliot, James Joyce, Gertrude Stein, Alice B. Toklas, Ezra Pound, Djuna Barnes, Edna St. Vincent Millay, Mina Loy, Doris Wilde, Jean Cocteau, Peggy Guggenheim, Sylvia Beach, Scott Fitzgerald y Rainer Maria Rilke. Se le atribuyeron muchos otros romances no confirmados con otras mujeres, tales como la actriz Eleonora Duse o Lina Poletti, aunque para algunos que la conocieron dudan de estas atribuciones. 
Victor Seroff, la última pareja romántica de Isadora, comenta en "The Real Isadora", la biografía que escribió sobre ella,  que estas declaraciones son flagrantes mentiras, afirmando que antes de su muerte se le unió un séquito de homosexuales aduladores que la buscaban por su personalidad maternal para que los consolara en sus desavenencias amorosas y que ella, siempre  dispuesta a ayudar, los apoyaba y aceptaba que la acompañaran donde fuera, siempre que ella estuviera dispuesta en pagar las cuentas y que  hacía con gusto por su personalidad generosa.  En cuanto al séquito de lesbianas que se le unió también, en los años anteriores a su muerte, dice Seroff que Isadora nunca estuvo de acuerdo con la opinión de los franceses de que el lesbianismo era una "amusant", sino que "sentía cierta repulsión hacia ello; reacción natural de cualquier mujer heterosexual." Sin embargo, comenta Seroff que después de su muerte estas conocidas de ella se permitieron publicar historias totalmente fabricadas por "su particular tipo de imaginación."  Seroff rechaza las afirmaciones de Mercedes De Acosta (poetisa y lesbiana) de que la ayudó a escribir su autobiografía y que Isadora jamás se hubiera sometido a tales circunstancias como las describe la latinoamericana en su autobiografía. Isadora misma describe en  "Mi Vida" cuando conoce a Loie Fuller y observa como su séquito "de chicas guapas le acariciaban las manos y le daban besos.  En mi extrema simplicidad recordé que mi madre, a pesar del gran amor que sentía hacia nosotros, no nos acariciaba casi nunca, y me quedé verdaderamente estupefacta ante tales muestras de afecto, nuevas para mi."  Y  cuando estuvo de gira con Loie llegó a concluir antes de separarse de la gira "...¿qué tenía yo que hacer en aquella compañía de bellas, aunque dementes, señoritas?"  Estos comentarios no están en línea con alguien que participa en dichas actividades.  Mary Desti, su mejor amiga y que estuvo con ella en los últimos dos años de su vida jamás comenta acerca de relaciones lésbicas, como tampoco lo hace Irma Duncan su más leal alumna que la acompañó y vivió con ella en Rusia.
Hacia el final de su vida, la carrera de Isadora había empezado a declinar. Fueron para ella tiempos de serios problemas financieros y diversos escándalos sentimentales, acompañados por algunos episodios de embriaguez pública. Todo esto la fue alejando de sus amigos y su público, y finalmente de su propio arte. Isadora vivió aquellos años finales entre París y la costa del Mediterráneo, dejando deudas considerables en hoteles o pasando cortos períodos en apartamentos alquilados. Algunos de sus amigos trataron de convencerla para que escribiese su autobiografía, con la esperanza de aliviar un poco su ya preocupante situación económica. Uno de estos amigos fue el escritor Sewell Stokes, quien conoció a Isadora en sus últimos años, cuando ya estaba prácticamente sola y arruinada. Stokes escribió posteriormente un libro sobre la bailarina: Isadora, un retrato íntimo. La autobiografía de Isadora Duncan fue finalmente publicada en 1927.

## Muerte
Las trágicas circunstancias que rodean la muerte de Isadora Duncan han contribuido sobremanera a la consolidación del mito, y están envueltas en cierto misterio que la historia no ha conseguido despejar por completo.
Isadora Duncan murió en un accidente de automóvil acaecido en Niza (Francia), la noche del 14 de septiembre de 1927, a la edad de cincuenta años. Murió estrangulada por la larga chalina que llevaba alrededor de su cuello, cuando esta se enredó en la llanta del automóvil en que viajaba. Este accidente dio lugar al comentario mordaz de Gertrude Stein: «La afectación puede ser peligrosa». Duncan viajaba en el asiento del copiloto de un automóvil Amilcar propiedad de un joven y mecánico italiano, Benoît Falchetto, a quien ella irónicamente había apodado «Bugatti» (la marca del automóvil es materia de debate, pero la opinión general es que se trataba de un Amilcar francés modelo GS de 1924. La leyenda transformó después la marca y lo convirtió en un Bugatti, mucho más caro y lujoso). Antes de subir al vehículo, Isadora profirió unas palabras pretendidamente recordadas por su amiga Maria Desti y algunos compañeros: «Adieu, mes amis. Je vais à la gloire!» (¡«Adiós, amigos míos, me voy a la gloria!»). Sin embargo, según los diarios del novelista estadounidense Glenway Wescott, que estaba en Niza en ese entonces y visitó el cuerpo de Duncan en el depósito de cadáveres (sus diarios están en la colección de la biblioteca Beineke, en la Universidad de Yale), Desti admitió haber mentido sobre las últimas palabras de la bailarina, y confesó a Wescott que estas habían sido: «Je vais à l'amour» («Me voy al amor»). Al parecer, Desti consideró estas palabras poco apropiadas como un último testimonio histórico de su ilustre amiga, ya que indicaban que Isadora y Benoît partían hacia uno de sus encuentros románticos. Cualesquiera que fuesen sus palabras, cuando Falchetto puso en marcha el vehículo, la delicada chalina de Duncan (una estola pintada a mano, regalo de su amiga Desti, suficientemente larga como para envolver su cuello y su talle y ondear por fuera del automóvil), se enredó entre la llanta de radios y el eje trasero del coche provocando la muerte por estrangulamiento de Isadora.
En el obituario publicado en el diario New York Times el 15 de septiembre de 1927 podía leerse lo siguiente: 

El automóvil iba a toda velocidad cuando la estola de fuerte seda que ceñía su cuello empezó a enrollarse alrededor de la rueda, arrastrando a la señora Duncan con una fuerza terrible, lo que provocó que saliese despedida por un costado del vehículo y se precipitase sobre la calzada de adoquines. Así fue arrastrada varias decenas de metros antes de que el conductor, alertado por los gritos, consiguiese detener el automóvil. Se obtuvo auxilio médico, pero se constató que Isadora Duncan ya había fallecido por estrangulamiento, y que sucedió de forma casi instantánea.

Isadora Duncan fue incinerada, y sus cenizas fueron colocadas en el columbario del cementerio del Père-Lachaise (en París).
En el Panteón de San Fernando, en Ciudad de México, hay un nicho de homenaje a su nombre.

## Repertorio
Sus interpretaciones eran una original recreación de las danzas de la Grecia clásica. Según José Subirá: "Todos cuantos la habían visto danzar recordaban siempre con emoción sus versiones coreográficas, en cuyo repertorio figuraban Redención de César Franck, Poema del éxtasis de Scriabin, la Marcha fúnebre de Chopin, la Muerte de Adonis de Schubert y la Muerte de Isolda de Wagner.